# إلجيز تانتاشيف
إلجيز تانتاشيف (بالأوزبكية: Ilgiz Tantashev)‏‎، من مواليد 5 أبريل 1984، في طشقند، حكم كرة قدم أوزباكستاني دولي.
منذ عام 2013، أصبح ضمن قائمة الحكام الدوليين التي ينظمها الاتحاد الدولي لكرة القدم (فيفا)وقد أدار مباريات في دوري أبطال آسيا.